# أسفل لمة (يهر)

تعديل مصدري - تعديل

اسفل لمة هي إحدى قرى عزلة يهر بمديرية يهر التابعة لمحافظة لحج، بلغ تعداد سكانها 76 نسمة حسب تعداد اليمن لعام 2004.